# Polycirrus arenivorus
Polycirrus arenivorus är en ringmaskart som först beskrevs av Maurice Caullery 1915.  Polycirrus arenivorus ingår i släktet Polycirrus och familjen Terebellidae. Arten har ej påträffats i Sverige. Inga underarter finns listade i Catalogue of Life.